# Пиеса
Пиесата (от френското „pièce“ – „парче“, „откъс“) е драматургично произведение – текст, въз основа на който се поставят театралните представления, аналогичен на либретото за операта и сценария за киното.
Едни от най-прочутите пиеси са Шекспировите трагедии и комедии („Хамлет“, „Ромео и Жулиета“, „Дванайсета нощ“ и др.); Молиеровият „Тартюф“; „Колко е важно да бъдеш сериозен“ на Оскар Уайлд, „Пигмалион“ на Бърнард Шоу, „Куклен дом“ на Хенрик Ибсен, „Чайка“, „Вишнева градина“ и „Три сестри“ на Чехов, „В очакване на Годо“ на Самюел Бекет, „Носорози“ и „Плешивата певица“ на Йожен Йонеско и прочее.